# Faloppio
Faloppio ist eine norditalienische Gemeinde (comune) in der Provinz Como in der Lombardei.

## Lage und Einwohner
Die Gemeinde liegt etwa 9 Kilometer westlich von Como und hat zusammen mit den beiden Fraktionen Camnago und Gaggino 4860 Einwohner (Stand 31. Dezember 2023). Seit 2002 ist Faloppio Teil der Unione di Comuni Lombarda Terre di Frontiera. Durch Faloppio fließen die Lura und der Faloppia.
Die Nachbargemeinden sindAlbiolo, Drezzo, Olgiate Comasco, Parè und Uggiate-Trevano.

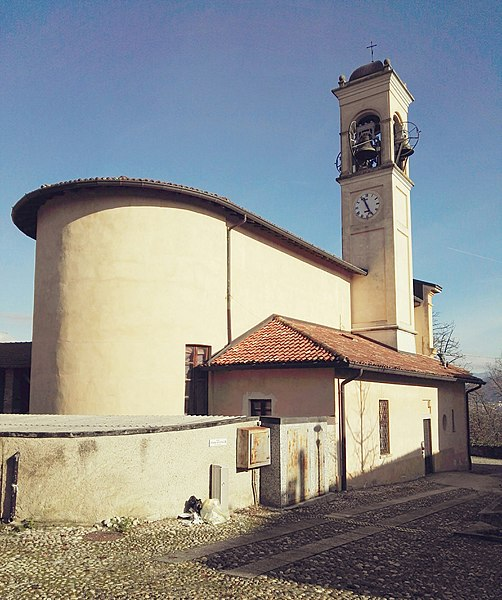
St. Pauli Bekehrung

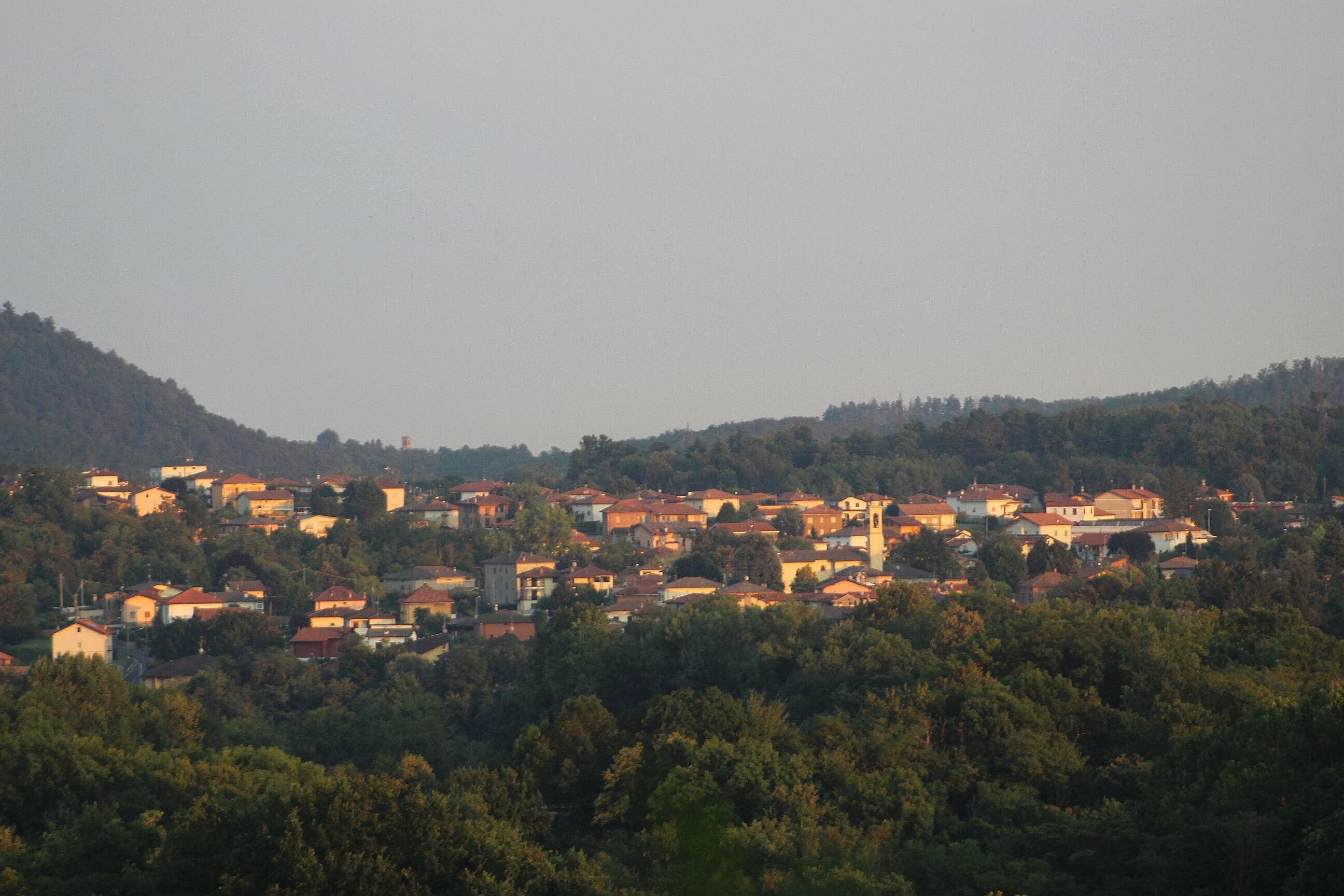
Faloppio, Ortschaft Gaggino

## Sehenswürdigkeiten
- Pfarrkirche Santa Margherita (1781)[2]
- Pfarrkirche Conversione di San Paolo (Pauli Bekehrung) (16. Jahrhundert)[3]
- Kirche Maria Maddalena (1497)[4]